# Raphael M. Robinson
Raphael Mitchel Robinson (National City, 2 novembre 1911 – Berkeley, 27 gennaio 1995) è stato un matematico statunitense.

## Biografia
Nato a National City, in California, Robinson era il più giovane di quattro figli di un avvocato e un'insegnante. Ha conseguito all'Università della California a Berkeley la laurea in matematica (BA nel 1932 e MA nel 1933) e il dottorato di ricerca nel 1935. La sua tesi di dottorato, su analisi complessa, era intitolata "Some results in the theory of Schlicht functions" (Alcuni risultati nella teoria delle funzioni di Schlicht).
Nel 1941, Robinson sposò la sua ex studentessa Julia Bowman, che è diventata sua collega a Berkeley e la prima donna presidente della American Mathematical Society.

Piastrelle di Robinson

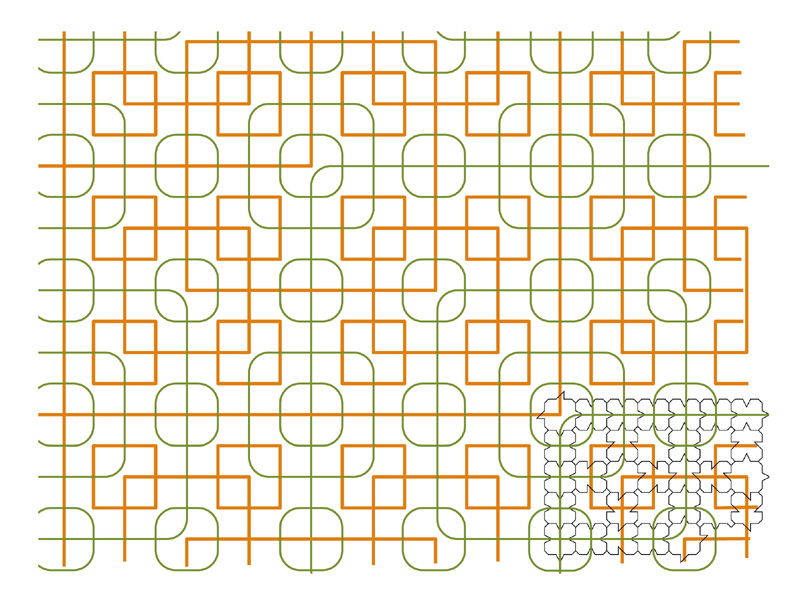
Tassellatura aperiodica mediante piastrelle di Robinson

Robinson ha lavorato su logica matematica, teoria degli insiemi, geometria, teoria dei numeri e combinatoria. Nel 1937 espose una versione più semplice e più convenzionale della teoria assiomatica degli insiemi di John von Neumann del 1923. Poco dopo che Alfred Tarski si associò al dipartimento di matematica di Berkeley nel 1942, Robinson iniziò un importante lavoro sui fondamenti della matematica, basandosi sul concetto di Tarski di "indecidibilità essenziale" e dimostrando l'indecibilità di alcune teorie matematiche. Nel 1950 Robinson ha dimostrato che una teoria essenzialmente indecidibile non ha bisogno di avere un numero infinito di assiomi presentando un controesempio: l'aritmetica di Robinson Q. Q è assiomatizzabile in modo finito perché priva, rispetto all'aritmentica di Peano, dell'assioma di induzione; tuttavia Q, come l'aritmetica di Peano, è incompleto e indecidibile nel senso di Gödel. Il lavoro di Robinson, in collaborazione con Tarski, culminò con lo stabilire, tra le altre cose, l'indecidibilità della teoria dei gruppi, della teoria del reticolo, della geometria proiettiva astratta e delle algebre di chiusura.
Robinson ha lavorato sulla teoria dei numeri, impiegando anche i primi computer per ottenere risultati. Ad esempio, creò un programma su uno SWAC basato sul test di primalità di Lucas-Lehmer per determinare se il numero 2n - 1 fosse primo (numeri primi di Marsenne) per tutti i primi n < 2304. Nel 1952, mostrò che tali numeri erano tutti composti ad eccezione di 17 di essi, pari ai valori di n = 2, 3, 5, 7, 13, 17, 19, 31, 61, 89, 107, 127, 521, 607, 1279, 2203, 2281. Gli ultimi cinque di questi erano i più grandi numeri di Marsenne conosciuti all'epoca.
Robinson scrisse diversi articoli sulle tassellature del piano, che semplificano quella che fino ad allora era stata una teoria intricata, in particolare uno del 1971 sull'indecidibilità e aperiodicità per le tassellature del piano. A tale scopo inventò un tipo di piastrelle in grado di tassellare il piano in maniera aperiodica.
Robinson divenne professore a tempo pieno a Berkeley nel 1949. Andò in pensione nel 1973 ma rimase attivo nei suoi interessi educativi per tutta la vita, pubblicando fino in tarda età:
- a 80 anni: "Minsky's small universal Turing machine", che descrive una macchina di Turing minimale con quattro simboli e sette stati[3];
- a 83 anni: "Two figures in the hyperbolic plane" (Due figure nel piano iperbolico)[4].